# Tajna misja (serial telewizyjny)
Tajna Misja (ang. Mission Top Secret) – polsko-australijski serial przygodowy dla młodzieży w reżyserii Marcusa Cole’a i Colina Budsa. Autorami scenariusza są David Phillips i Benjamin Legrand, zdjęcia zrealizował Jerzy Gościk, a muzykę napisał Ian Davidson. Odcinki serialu realizowane były w różnych krajach przy współpracy lokalnych stacji telewizyjnych, m.in. we Francji, Niemczech, Polsce, Hiszpanii, Włoszech, Australii i Wielkiej Brytanii. Serial był kilkakrotnie emitowany na różnych antenach TVP. W czerwcu 2014 i październiku 2022 roku był emitowany na kanale TVP ABC.

## Fabuła
Serial opowiada o przygodach rodzeństwa Alberta i Victorii, którzy po stracie rodziców i pobycie w jednym z sierocińców w Sydney, zostają adoptowani przez swojego stryja Joshuę. Okazuje się on być wynalazcą, specjalistą od technologii komputerowych (do jego dzieł należą m.in.: automatyzacja własnej farmy, komputer rozumiejący ludzką mowę, specjalne urządzenia służące do komunikacji, samochód poruszający się dzięki energii słonecznej), ciągle pragnącym zdobyć prestiżową nagrodę społeczności naukowych. Farma stryja znajduje się niedaleko od Sydney; opiekę nad nią sprawuje pani Snipe oraz jej 12 letnia córka Jemma, która dzieli z wynalazcą zainteresowania.
Pewnego dnia dziewczyna przypadkowo uruchamia starego satelitę telekomunikacyjnego – okazuje się, iż posiada on połączenie wideo oraz audio. Zafascynowana tym odkryciem  wraz z Albertem oraz Vicki z pomocą stryja i jego komputera, powołują do życia międzynarodową Sieć Centauri zrzeszającą dzieci z różnych części świata które pragną, by wszędzie panował pokój.
W niedługim czasie po tych zdarzeniach, wychodzi na jaw że ojciec rodzeństwa pracował nad tajnym projektem Astrotel, w laboratorium kosmicznym. Satelita Astrotel znajduje się na kursie kolizyjnym z Ziemią, a jego zawartością interesuje się bogaty przestępca Neville Savage, depczący po piętach Albertowi i Vicki będąc przekonanym, iż ojciec pozostawił im hasła dostępu do urządzenia. Centauri podejmuje walkę z Savage’em.

## Obsada aktorska

### Seria 1
- Jennifer Hardy – Victoria Wiggins
- Andrew Shephard – Albert Wiggins
- Shane Briant – Neville Savage
- Frederick Parslow – sir Joshua
- Deanna Burgess – Jemma Snipe
- Rossi Kotsis – Spike Baxter
- Jamie Croft – David Fowler
- Lauren Hewett – Kat Fowler
- Klaudija Jovanovic – Ilse Kistenmann
- Ulli Lothmanns – Wolfgang von Steinfurth
- Pam Western – Gertrude Snipe
- Guido Zarncke – Oliver 'Olli' Bergmann
- Peter Breitfeld – Helmut
- Julia Knabenreich – Gisela
- Martin Leßmann – Siggie Bob
- Alexander Monning – Hans Peter
- Marek Żerański – Jan
- Joachim Lamża – Grigor
- Andrzej Grabarczyk – Tomasz
- Wojciech Machnicki – Józef
- Janusz B. Czech – Porter
- Bogdan Szczesiak – Jerzy
- Emma Jane Fowler – Sandy Weston

### Seria 2
- Emma Jane Fowler – Sandy Weston
- Rossi Kotsis – Spike Baxter
- Jamie Croft – David Fowler
- Lauren Hewett – Kat Fowler
- Shane Briant – Neville Savage
- Frederick Parslow – sir Joshua Cranberry
- David Phillips – Buch

## Obsada polskiego dubbingu
Opracowanie wersji polskiej: Telewizja Polska

Reżyser: Maria Piotrowska

Dialogi:
- Elżbieta Kowalska (odc. 1-4, 9-12, 17-24),
- Krystyna Skibińska-Subocz (odc. 5-8, 13-16)

Dźwięk: Stefan Chomnicki

Montaż: Danuta Sierant i Anna Łukasik

W wersji polskiej udział wzięli:
- Krystyna Kozanecka – Victoria "Vicki" Wiggins
- Michał Bialik – Albert Wiggins
- Tadeusz Borowski – Neville Savage
- Włodzimierz Bednarski – sir Joshua
- Joanna Pałucka – Jemma Snipe
- Grzegorz Pol – Spike
- Jacek Wolszczak – Pierre
- Tomasz Stockinger – Komputer
- Ewa Kania –  pani Snipe
- Małgorzata Boratyńska – Sandy Weston
- Joanna Jeżewska – Raven (odc. 1-6)

i inni
Lektor: Stanisław Olejniczak

## Spis odcinków
Serial składa się z 4-odcinkowych epizodów stanowiących oddzielne ciągi fabularne.
| Nr      | Polski tytuł                | Angielski tytuł                | Kraj - główne miejsce akcji |
| ------- | --------------------------- | ------------------------------ | --------------------------- |
| SERIA 1 |                             |                                |                             |
| 1 - 4   | Noc spadającej gwiazdy      | The Falling Star               | Australia - Sydney          |
| 5 - 8   | Orły ze wschodu             | Eagles From the East           | Niemcy - Hamburg            |
| 9 - 12  | Mona Lisa                   | The Mona Lisa Mix-up           | Francja - Amboise           |
| 13 - 16 | Skarb z Cala Figuera        | The Treasure of Cala Figuera   | Szwajcaria - Lugano         |
| 17 - 20 | Tajemnica polskiego źrebaka | The Polish Pony Puzzle         | Polska - Kraków             |
| 21 - 24 | Lot Złotej Gęsi             | The Flight of the Golden Goose | Australia - Sydney          |
| SERIA 2 |                             |                                |                             |
| 1 - 4   |                             | The Crown Jewels Are Missing   | Irlandia                    |
| 5 - 8   |                             | The Return Of The Dinosaur     | Niemcy                      |
| 9 - 12  |                             | The Golden Voice               | Hiszpania - Segowia         |
| 13 - 16 |                             | The Treasure Of Elephant Ridge | Południowa Afryka           |
| 17 - 20 |                             | The Emperor's Pearl            | Nowa Zelandia               |
| 21 - 24 |                             | The Toymaker                   | Szwajcaria                  |

## Informacje dodatkowe
- Pierwszą serię poprzedza film telewizyjny, który zarazem jest epizodem zero.
- Serial składa się z dwóch serii po 24 odcinki. Druga seria została nakręcona w latach 1994-1995. Telewizja Polska nie brała udziału przy jej produkcji i również do chwili obecnej nie wyemitowała jej na swojej antenie.
- W ostatnim epizodzie części Tajemnica polskiego źrebaka bohaterowie biegną korytarzem kopalni soli w Wieliczce. Na powierzchnię wychodzą przez Smoczą Jamę pod Wawelem.